# Polystichum subdeltodon
Polystichum subdeltodon är en träjonväxtart som beskrevs av Ren-Chang Ching. Polystichum subdeltodon ingår i släktet Polystichum och familjen Dryopteridaceae. Inga underarter finns listade.